# Kuźnica Stara (powiat kłobucki)
Kuźnica Stara – wieś w Polsce położona w województwie śląskim, w powiecie kłobuckim, w gminie Przystajń.
Wieś leży w Częstochowskim Obszarze Rudonośnym.
W latach 1975–1998 miejscowość położona była w województwie częstochowskim. 1 stycznia 2004 zmieniono dotychczasową nazwę wsi – Stara Kuźnica na tradycyjną Kuźnica Stara.
W Kuźnicy Starej znajdują się dwa obiekty wpisane do rejestru zabytków: dwór i kuźnica.

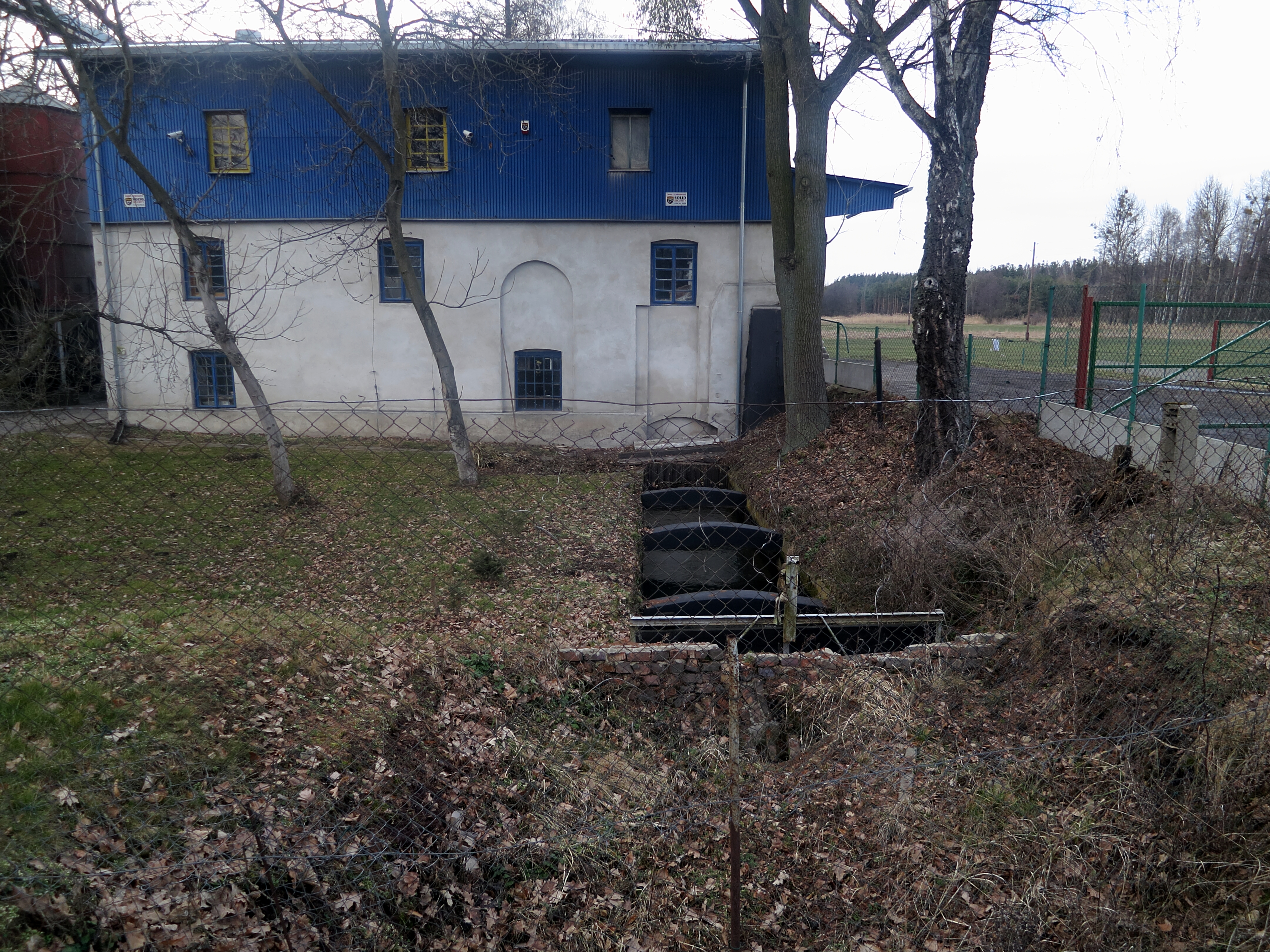
Kuźnica, obecnie młyn